# Jason Snelling
Jason Michael Snelling (Toms River, 29 dicembre 1983) è un giocatore di football americano statunitense che gioca nel ruolo di running back per gli Atlanta Falcons della National Football League (NFL). Fu scelto nel corso del settimo giro (244º assoluto) del Draft NFL 2007 dai Falcons. Al college ha giocato a football all’Università della Virginia.

## Carriera professionistica

### Atlanta Falcons
Snelling fu scelto nel corso del settimo giro del Draft 2007 dagli Atlanta Falconsa scelta assoluta dai Vikings. Fece il suo debutto nella National Football League contro i Tampa Bay Buccaneers e segnò il suo primo touchdown contro gli Arizona Cardinals. La sua prima partita da titolare la disputò il 22 dicembre 2009 contro i New York Giants, correndo per 76 yard e segnando 2 touchdown su 25 possessi, oltre a ricevere 3 passaggi per complessive 13 yard. Il 3 gennaio 2010, Jason corse 25 volte per un primato in carriera di 147 yard oltre a 3 ricezioni per 21 yard nella vittoria sui Tampa Bay Buccaneers, contribuendo alla prima stagione consecutiva con un record vincente per i Falcons in 44 anni di storia. Snelling rifirmò con Atlanta il 15 aprile 2010. La sua stagione 2009 terminò con 613 yard corse su 142 tentativi e un primato in carriera di 4 touchdown segnati su corsa, cui se ne aggiunse un altro segnato su ricezione.
Nelle due stagioni successive, Snelling giocò 29 partite non partendo però mai come titolare e segnando 2 touchdown nel 2010.

## Vittorie e premi
Nessuno

## Statistiche
| Partite totali             | 70    |
| Partite totali da titolare | 4     |
| Yard su corsa              | 1.203 |
| Touchdown su corsa         | 7     |